# چین تچه
چین تچه (به لاتین: Chintheche) یک زیستگاه انسانی در مالاوی است که در بخش نکهاتا بای واقع شده‌است.

## خصوصیات
چین تچه ۴۸۲ متر بالاتر از سطح دریا واقع شده‌است.